# كفر الباجة
كفر الباجة إحدى قرى مركز كفر الزيات التابع لمحافظة الغربية بجمهورية مصر العربية.

## التاريخ
قرية كفر الباجة من القرى القديمة، حيث وردت باسم «أزري» في أعمال جزيرة بني نصر ضمن قرى الروك الصلاحي التي أحصاها ابن مماتي في كتاب قوانين الدواوين، كما وردت باسم «أزري» في أعمال جزيرة بني نصر ضمن قرى الروك الناصري التي أحصاها ابن الجيعان في كتاب «التحفة السنية بأسماء البلاد المصرية».
وردت باسم «أزري» في التربيع العثماني الذي أجراه الوالي العثماني سليمان باشا الخادم في عصر السلطان العثماني سليمان القانوني ضمن قرى ولاية جزيرة بني نصر، والظاهر أن أرزي خربت فقيد زمامها في تاريخ 1228هـ/1813م الذي عدّ قرى مصر بعد المسح الذي قام به محمد علي باشا باسم «الباجية» ضمن قرى مديرية الغربية. عُدّل الاسم إلى «كفر الباجة» في سنة 1287هـ/1870م.

## السكان
بلغ عدد سكان كفر الباجة 4058 نسمة حسب تقدير عام 2018.
| السنة  | 1882 | 1897 | 1907 | 1927 | 1947 | 1960 | 1976 | 1986 | 1996 | 2006  | 2018 |
| ------ | ---- | ---- | ---- | ---- | ---- | ---- | ---- | ---- | ---- | ----- | ---- |
| القرية | 709  | 1138 | 1153 | 1035 | 1068 | 1158 | 1534 | 2248 | 2389 | 2,875 | 4058 |